# Ænima
Ænima  е вторият студиен албум на американската рок и метъл група Tool. Албумът е пуснат в продажба на 17 септември 1996 г. на грамофонна плоча и на 1 октомври 1996 г. на компактдиск. Албумът е записан и редактиран в периода септември 1995 г. – март 1996 г. в Оушън Уей студиото в Холивуд, Калифорния и в The Hook, Северен Холивуд. В първоначалното си пускане албумът застава на втора позиция в класацията Billboard 200 и е сертифициран като тройно платинен от RIAA на 4 март 2003 г. Към 7 юли 2010 г. Ænima е продаден в 3 429 000 копия в САЩ.
Албумът се появява в няколко класации за най-добър албум от 1996 г.  включително в тези на списание Kerrang! и списание Terrorizer. Албумът печели наградата Грами за най-добро метъл изпълнение през 1998 г.  През 2003 г. Ænima е класиран като шестият най-влиятелен албум на всички времена от Kerrang!. През 2006 г. албумът е поставен на четиринайсето място в класацията на списание Guitar World в анкета към читателите, опитвайки се да намерят Топ 100 китарни албума. 

## Песни
| 1.    | Stinkfist                | 5:11  |
| 2.    | Eulogy                   | 8:28  |
| 3.    | H.                       | 6:07  |
| 4.    | Useful Idiot             | 0:39  |
| 5.    | Forty Six & 2            | 6:02  |
| 6.    | Message to Harry Manback | 1:53  |
| 7.    | Hooker with a Penis      | 4:33  |
| 8.    | Intermission             | 0:56  |
| 9.    | jimmy                    | 5:24  |
| 10.   | Die Eier von Satan       | 2:17  |
| 11.   | Pushit                   | 9:55  |
| 12.   | Cesaro Summability       | 1:26  |
| 13.   | Ænema                    | 6:39  |
| 14.   | (-) Ions                 | 4:00  |
| 15.   | Third Eye                | 13:47 |
| 77:23 |                          |       |